# Vin bleu des Vosges

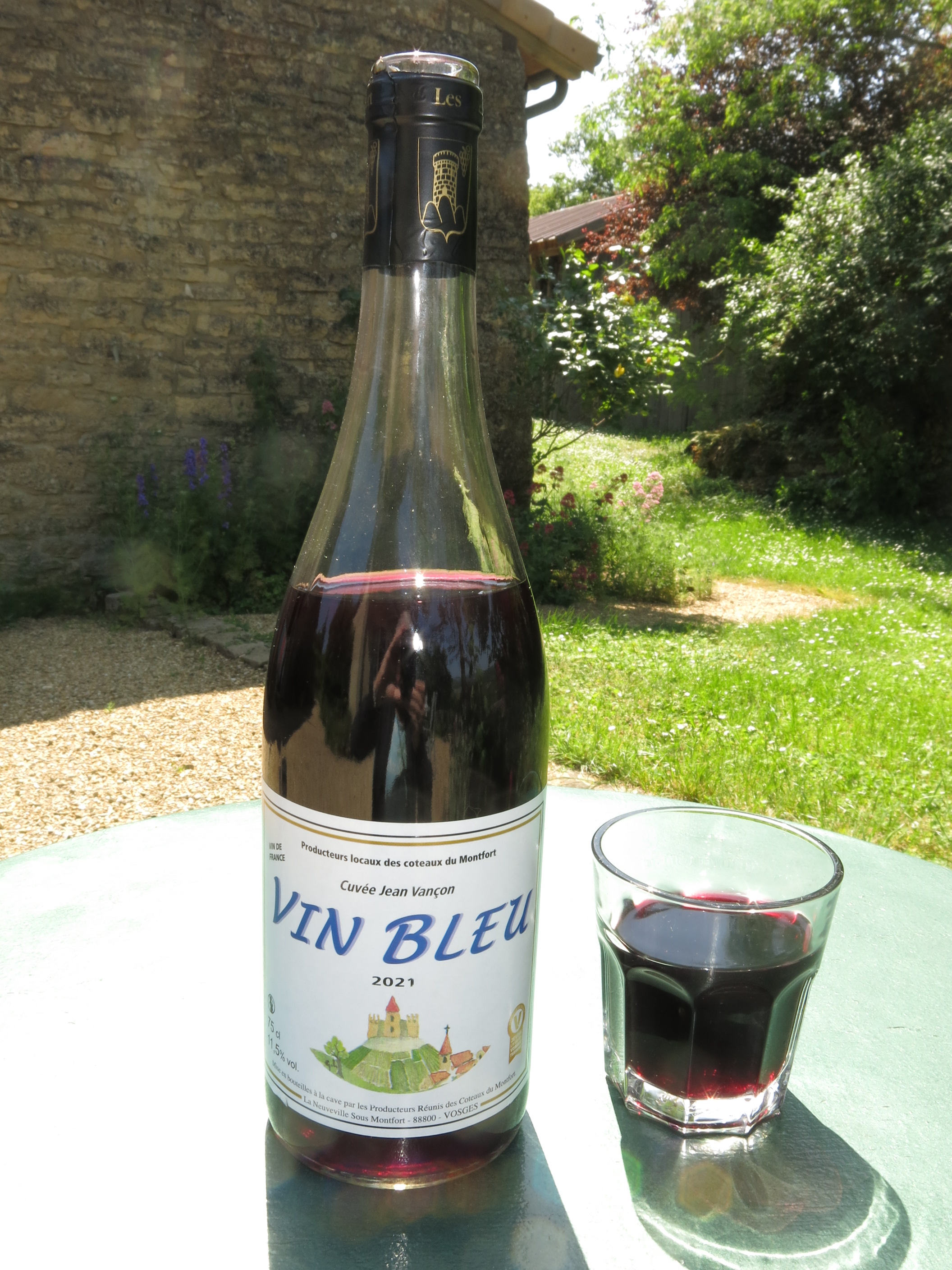
Bouteille et verre de vin bleu des Vosges.

Le vin bleu des Vosges est un vin rouge foncé aux reflets bleutés, produit par une cave coopérative au sein de la commune de La Neuveville-sous-Montfort dans le département des Vosges,,.
Il est appelé ainsi pour le différencier des vins bleus de mauvaise qualité servis dans les lieux festifs parisiens aux XVIIIe et XIXe siècles, ainsi que ceux apparus à la fin des années 2010 en Espagne, en Corse et à Sète notamment, qui sont d'une couleur bleue turquoise, mais qui se sont révélés ne pas être du vin parce qu'ils contenaient en réalité des colorants.
Le vin bleu des Vosges est élaboré à partir des cépages hybrides Léon Millot ou Kuhlmann délicat, et Oberlin noir plus puissant. Ils sont adaptés au rude climat vosgien. Le vignoble ne couvre que 5 hectares contre 40 au début du XXe siècle avant la venue du phylloxéra.

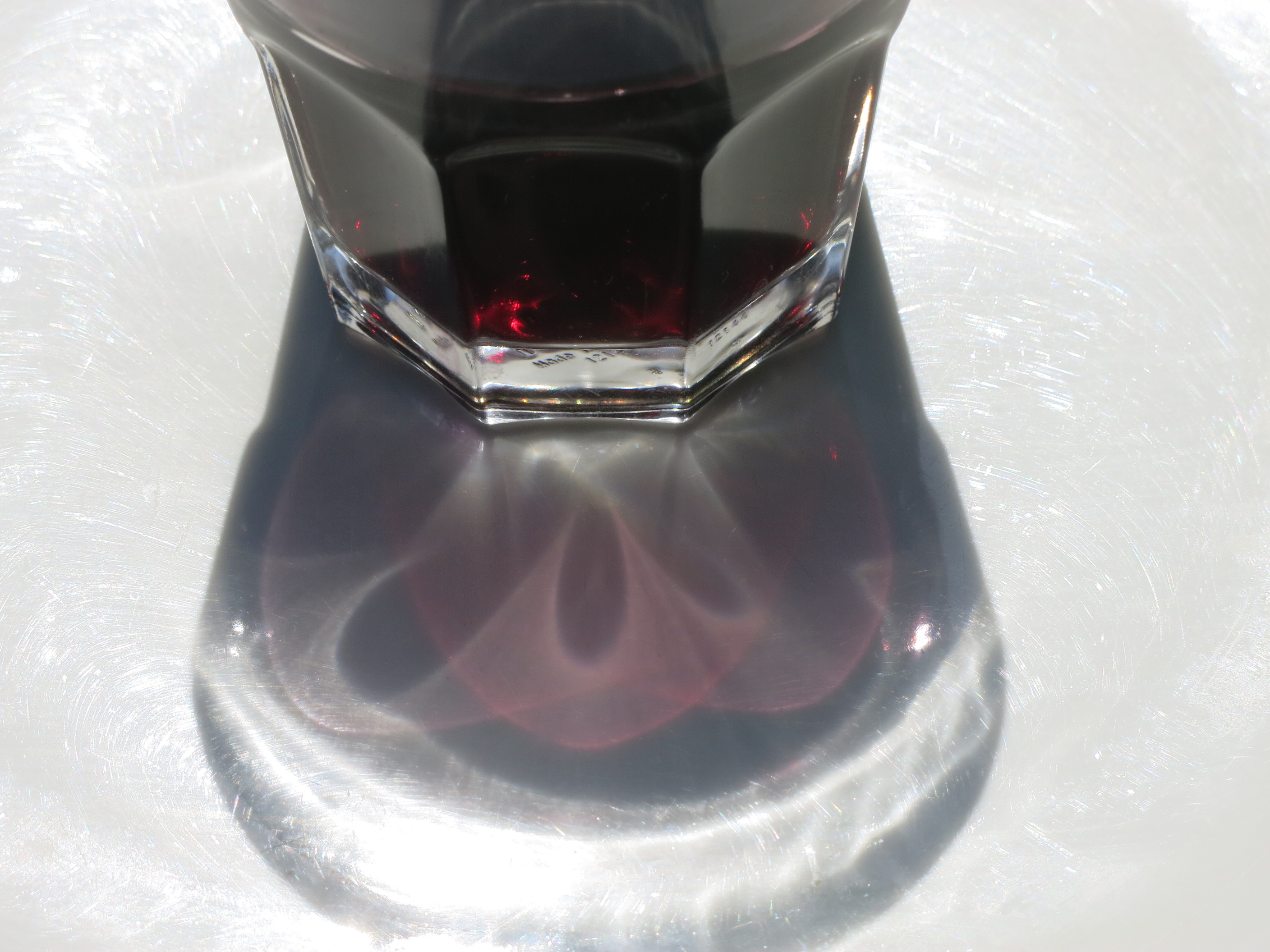
Reflets bleu du vin.

Le raisin est tout d'abord égrappé, puis mis à macérer pendant 3 jours avant une vinification en cuve. Le vin doit être aéré et si possible carafé avant d'être dégusté. Puis servi à 14°-16° pour délivrer ses arômes fruités.